# Syndicat mixte
Pour un article plus général, voir Intercommunalité en France.
Le syndicat mixte est un type de structure de coopération intercommunale qui existe en France, créé par le décret-loi du 30 octobre 1935, afin de permettre à des collectivités de s’associer entre elles ou avec des établissements publics. Un syndicat mixte est un établissement public de coopération locale (et non un EPCI) qui peut associer des collectivités territoriales ainsi que des groupements de collectivités.
On parle de syndicat mixte car la structure peut associer des collectivités de nature différente, comme des communes et un département par exemple. La structure peut associer également des établissements publics de coopération intercommunale (EPCI) entre eux comme avec les pôles métropolitains.
Il existe un débat sur le fait de savoir si les syndicats mixtes constituent une catégorie ou une simple modalité de coopération[réf. nécessaire] car ils font l'objet d'un livre à part dans le code général des collectivités territoriales.
Les syndicats mixtes sont des établissements publics locaux sans fiscalité propre. Leurs ressources sont constituées de participations des membres adhérents. Contrairement aux établissements publics à fiscalité propre, ils n'ont aucun pouvoir en matière fiscale, ils ne peuvent pas voter des taux.  

## Typologie
On distingue deux types de syndicats mixtes : les syndicats mixtes fermés, composés exclusivement de communes et d'EPCI, ou uniquement d'EPCI, et les syndicats mixtes ouverts, qui regroupent au moins une collectivité territoriale ou un groupement de collectivités, auxquels peuvent s'ajouter d'autres personnes publiques.

### Syndicats mixtes fermés
On parle de syndicat mixte fermé lorsque la structure administrative associe uniquement des communes et des établissements publics de coopération intercommunale (EPCI). Le régime des syndicats mixtes fermés s'inspire des règles communes à l'ensemble des établissements publics de coopération intercommunale et du droit commun des syndicats de communes.
Les syndicats mixtes fermés sont régis par les dispositions prévues par les article L. 5711-1 et suivantes du Code général des collectivités territoriales.
Au 1er janvier 2025, il existait 1 915 syndicats mixtes fermés. 

#### Création (article L. 5211-5 du CGCT)
Les syndicats mixtes fermés sont constitués suivant les mêmes règles que pour les syndicats de communes. 
La création d’un syndicat peut être initiée soit par les communes ou les EPCI, par délibération, soit à l’initiative du préfet. Le périmètre du syndicat est défini par arrêté préfectoral. Par la suite, les communes et/ou les EPCI concernés par ce périmètre sont consultés.
Ces collectivités disposent d’un délai de trois mois, à compter de la notification de l’arrêté, pour se prononcer. En l’absence de délibération dans ce délai, leur accord est réputé acquis.
Le projet peut être validé si :
- les deux tiers des membres représentant plus de 50 % de la population y sont favorables,  ou
- la moitié des membres représentant les deux tiers de la population y sont favorables,  et
- le membre représentant plus de 25 % de la population totale donne également un avis favorable.

Dans ce cas, le préfet peut prendre un arrêté portant création du syndicat et approuver les statuts qui y sont annexés.
Représentation au sein du comité (art. L. 5212-7)
Sauf accord contraire, chaque commune est représentée par deux délégués titulaires. Ces délégués sont élus par le conseil municipal à la majorité absolue, pour la durée du mandat du conseil municipal.
La loi du 27 février 2002 relative à la démocratie de proximité introduit une nouvelle disposition : pour l’élection des délégués des communes et des EPCI au comité syndical, le choix peut porter sur tout citoyen réunissant les conditions requises pour être conseiller municipal ; le choix des EPCI à fiscalité propre peut porter sur l’un des délégués communautaires ou sur tout conseiller municipal d’une commune membre.
Disposition antérieure
Les délégués devaient être choisis selon la règle de droit commun parmi les membres de l’organe délibérant. Les dispositions particulières de l’article L. 5212-7 permettant de choisir comme délégué une personne non membre du conseil municipal ne s’appliquaient pas au syndicat mixte (Rép. Min. no 24123, JO Sénat Q, 24 août 2000).

### Syndicats mixtes ouverts
Les syndicats mixtes ouverts sont des établissement public pouvant regrouper des collectivités territoriales, des groupements de collectivités, ainsi que d'autres personnes morales de droit public, telles que les chambres de commerce et d’industrie ou les chambres d’agriculture. Toutefois, ils doivent obligatoirement inclure au moins une collectivité territoriale ou un groupement de collectivités,.
Un syndicat mixte ouvert peut être créé pour gérer des services ou conduire des actions répondant à un intérêt commun entre ses membres. Il peut également être constitué pour la réalisation d’une opération spécifique : dans ce cas, il est dissous une fois cette opération achevée.
Au 1er janvier 2025, il existait 771 syndicats mixtes ouverts.

## Régime juridique
Les syndicats mixtes sont régis par le Code général des collectivités territoriales.